# Chytranthus punctatus
Chytranthus punctatus är en kinesträdsväxtart som beskrevs av Ludwig Radlkofer. Chytranthus punctatus ingår i släktet Chytranthus och familjen kinesträdsväxter. Inga underarter finns listade i Catalogue of Life.